# Escuela Taurina de Albacete
La Escuela Taurina de Albacete es una escuela de tauromaquia destinada a la formación de toreros con sede en la ciudad española de Albacete.

## Historia
Comenzó su andadura en la década de 1980. El 30 de mayo de 1988 se creó el Consorcio de la Escuela Taurina de Albacete, del que forman parte el Ayuntamiento y la Diputación de Albacete, y se establecieron sus estatutos.
Su primer maestro fue el torero Curro Fuente, al que le han seguido Manuel Amador, Sebastián Cortés y Antonio Rojas.

### Actualidad
En la actualidad está dirigida por los maestros Sergio Martínez y Gonzalo González, las clases teóricas van a cargo de Juan Serrano y la preparación física de mano de Miguel Ángel Lázaro.

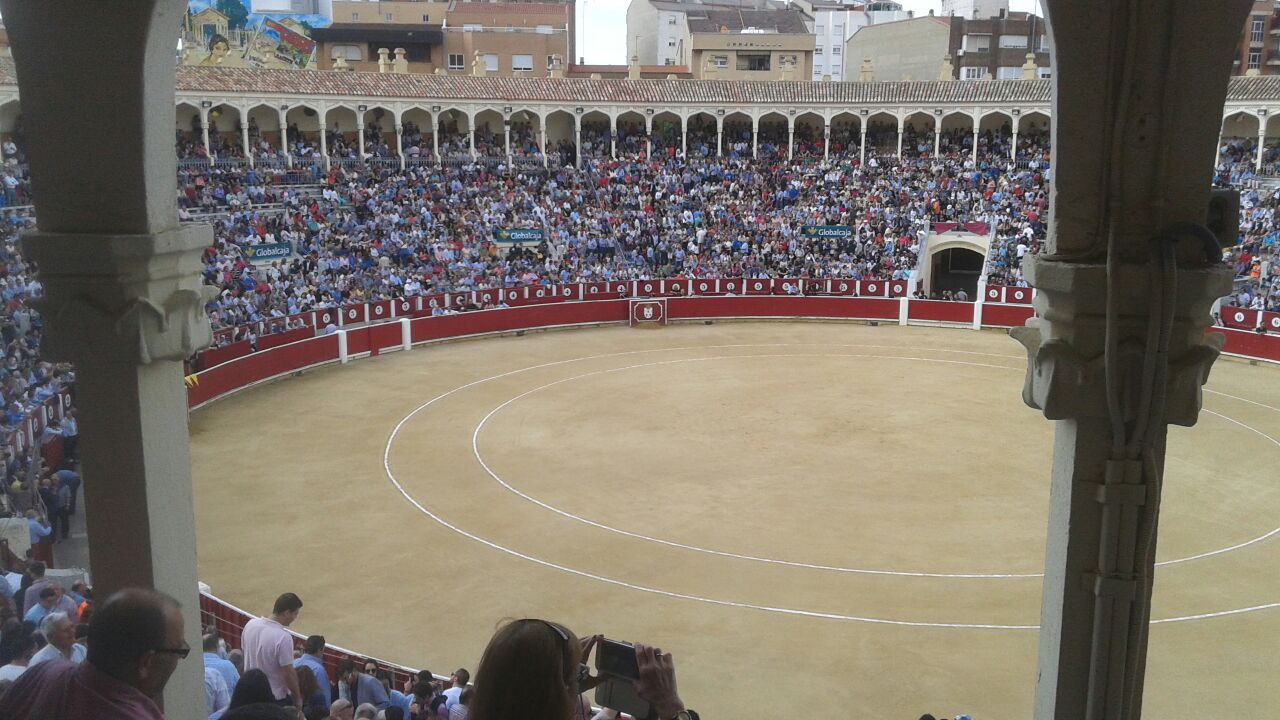
Vista interior de la plaza de toros de Albacete

Con sede en la plaza de toros de Albacete, la formación consiste en clases prácticas, clases teóricas, tentaderos, festivales o intercambios de la Federación Internacional de Escuelas Taurinas.
Está considerada una de las mejores escuelas taurinas de España y de las que más toreros aportan y han aportado al mundo del toreo.